# Keelanapura, Mysore
Keelanapura là một làng thuộc tehsil Mysore, huyện Mysore, bang Karnataka, Ấn Độ.